# Pou de glaç de Palau Borrell
El Pou de glaç de Palau Borrell és una obra de Viladamat (Alt Empordà) inclosa a l'Inventari del Patrimoni Arquitectònic de Catalunya.

## Descripció
Situat a ponent del nucli urbà de la població de Viladamat, al paratge de la Marrauxa, a escassa distància a migdia del veïnat de Palauborrell.
Conjunt format pel pou de glaç i un gran dipòsit o bassa per l'aigua, situada a poca distància del pou, a tocar del camí. El pou és de planta circular i presenta un bon estat de conservació, així com les canalitzacions existents entre les dues estructures. La bassa és de planta rectangular i grans dimensions, i està dividida per un mur que conserva una alçada considerable i presenta restes de forats de bigues, que probablement es corresponguin amb un sostre actualment enrunat. Pel que fa al perímetre de la bassa, cal dir que està delimitada per un mur de poca alçada bastit damunt la roca natural del terreny, que conserva restes d'un revestiment arrebossat. El paviment interior de la bassa és bastit en maons. Es deixava entrar aigua a l'interior de la bassa en petites quantitats i quan es glaçava (fines capes de glaç) s'empouava i s'hi deixava tot l'hivern. Actualment, el conjunt està cobert d'abundant vegetació.
La construcció està bastida amb rierencs, pedra sense treballar i maons, tot disposat regularment i lligat amb morter.

## Història
Segons el Catàleg de Protecció de l'Ajuntament de Viladamat, la construcció del pou de glaç s'ha d'adscriure als segles XVII-XVIII. Tot i així, es troben altres notícies que donen al pou un origen medieval i situen una reconstrucció vers finals del segle xviii, en el moment que el notari Casals adquirí el Mas Batlle (CAUSSA, 1965).